# Wolfgang Brekle

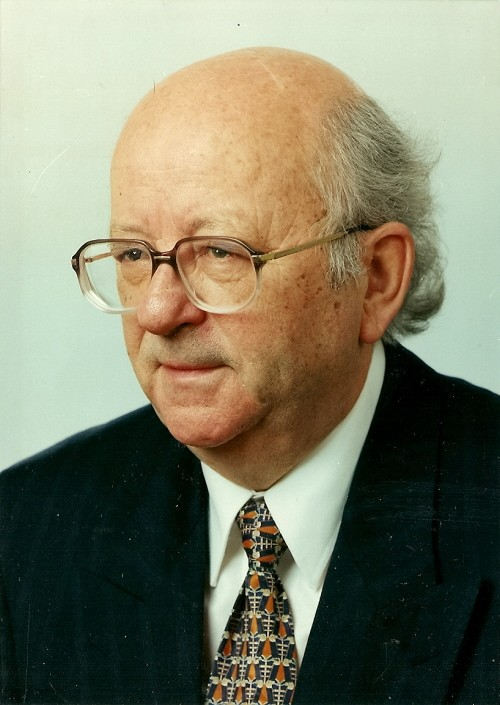
Wolfgang Brekle

Wolfgang Brekle (* 2. Juli 1930 in Leipzig; † 7. September 2019) war ein deutscher Germanist.

## Werdegang
Wolfgang Brekle besuchte die Humboldtschule in Leipzig bis zum Abitur. Da es ihm in der Nachkriegszeit wegen politischer Probleme nicht möglich war, ein Studium zu beginnen, Lehrer aber fehlten, konnte er Dorfschullehrer werden. Nach sechsjähriger Tätigkeit gelang es ihm, an der Karl-Marx-Universität Leipzig das erwünschte Studium in Germanistik, Geschichte und Pädagogik mit dem Ziel des Oberschullehrers aufzunehmen. So studierte er von 1955 bis 1960 unter anderem bei Hermann August Korff, Theodor Frings, Hans Mayer, Rudolf Große und dem Philosophen Ernst Bloch.
Nach anschließender Assistenzzeit an der Universität Leipzig (bei Hans Mayer) wurde Brekle an der Leipziger Pädagogischen Hochschule Clara Zetkin Mitarbeiter im Bereich Methodik des Faches Deutsche Sprache und Literatur, Dozent 1962. An der Humboldt-Universität Berlin beendete er parallel dazu seine Dissertation zum Thema „Das antifaschistische schriftstellerische Schaffen deutscher Erzähler in den Jahren 1933–1945“. In den folgenden Jahren promovierte und habilitierte (1982) Brekle an der Pädagogischen Hochschule Leipzig, wurde am 1. September 1988 zum Ordentlichen Professor berufen.
Nach der politischen Wende in der DDR war der als politischer Dissident geltende Brekle zuerst Prorektor und dann 1991 bis 1992 unter Bestätigung des Sächsischen Staatsministeriums für Wissenschaft und Kunst Rektor der Pädagogischen Hochschule bis zu deren Zusammenführung mit der Universität Leipzig. Danach lehrte er als Professor für Fachdidaktik Deutsch am Institut für Germanistik der Universität Leipzig bis zu seiner Emeritierung 1995.

## Pädagogisch-literarisches Wirken
Die Tätigkeit Brekles als Fachdidaktiker konzentrierte sich nicht ausschließlich, aber in erster Linie auf die Vorbereitung der Studierenden als Deutschlehrer. Dafür hat er eine große Zahl Lehrbücher geschrieben; so in den Reihen der Unterrichtshilfen für Deutsch als Muttersprache im Verlag Volk u. Wissen Berlin. Daneben veröffentlichte Brekle auch seine Forschungsergebnisse, so 1985 auf Basis seiner Dissertation „Schriftsteller im antifaschistischen Widerstand 1933–1945 in Deutschland“. Zu dieser Thematik hatte er schon 1970 einen Beitrag in der Zeitschrift „Weimarer Beiträge“ mit dem Titel „Antifaschistische Literatur in Deutschland 1933–1945“, verfasst. Die Veröffentlichungen zu dieser Thematik wurden von Schriftstellern und Politikern in vielen Ländern zur Kenntnis genommen, so in den USA, Frankreich, Schweden, Sowjetunion, Polen und in der Tschechoslowakei. Seine Forschung findet sich in Veröffentlichungen von Siegfried Scheibe, Leonore Krenzlin, Gudrun Klatt, in der BRD Ralf Schnell und Wilhelm Emrich.
Ungefähr 100 Artikel über die Methodik des Deutschunterrichts in der DDR (Literaturunterricht, Grammatikunterricht, Orthographieunterricht, Ausdrucksunterricht u. a.) sind von Brekle in den Jahren 1963–1989 in fachdidaktischen Zeitschriften, besonders in der Zeitschrift „Deutschunterricht“, veröffentlicht worden.
Ganz anderer Art war die Wirkung von Brekles Tätigkeit bei der Begutachtung von Dissertationen auf dem Gebiet der Fachdidaktik und Pädagogik sowie bei den politischen Problemen in der DDR durch Beiträge zur Veränderung der Leipziger Pädagogischen Hochschule ab Herbst 1989, als Brekle zunächst Prorektor und dann Rektor geworden war.
Nach dem Eintritt in den Ruhestand übernahm Wolfgang Brekle neue Aufgaben. Als Stellvertretender Vorsitzender der „Akademie Rosenhof e. V.“ in Weimar unterstützte er von 1994 bis 2013 die Aus- und Fortbildung von Interessenten für Sozialwissenschaft u. a. m.
Ab 2004 initiierte er als Herausgeber die Buchreihe „Bertuchs Weltliteratur für junge Leser“ im Bertuch-Verlag Weimar.
Brekle war auch Mitbegründer der Gesellschaft der Freunde der Ephraim-Carlebach-Stiftung, welche die deutsch-jüdische Situation von Leipzig pflegt. In diesem Zusammenhang wurde von ihm der Artikel „Zur Theorie und Praxis des Literaturunterrichts an der Höheren Israelitischen Schule in Leipzig“ veröffentlicht.
Als Ortschronist in seinem neuen Wohnort Battaune verfasste Brekle 2014 unter Mitarbeit alteingesessener Bewohner sowie der Gestalterin Kathleen Weinert ein umfangreiches Buch.
In den letzten Jahren veröffentlichte Brekle im Rahmen des Bertuch-Verlages Weimar mehrere Artikel auf von seiner Frau Ursula Brekle herausgegebenen Internetseiten.

## Werke
- als Hrsg.: Ricarda Huch. Die Goldinsel und andere Erzählungen. Union-Verlag, Berlin 1972. (Lizenznummer 395/2125/72).
- Das antifaschistische Wirken von Bruno Apitz im KZ Buchenwald. In: Deutschunterricht. Heft 4, Volk u. Wissen Volkseigener Verlag, Berlin 1976.
- in Mitarbeit: Deutsch Muttersprache Klasse 5. Unterrichtshilfen, Volk u. Wissen. 3. Auflage. Volk u. Wissen Volkseigener Verlag, Berlin 1981.
- Schriftsteller im antifaschistischen Widerstand 1933–1945 in Deutschland. Aufbau-Verlag, Berlin/ Weimar 1985. (2. Auflage 1990, Lizenznummer 301.120/232/85).
- Zum Verhältnis von Rezeption und Produktion bei der Aneignung literarischer Werke. Möglichkeiten und Probleme im Literaturunterricht der Klassen 5–12 in Schulen der DDR. In: Jahrbuch der Deutschdidaktik 1989/90. Gunther Narr Verlag, Tübingen, ISBN 3-87808-315-7.
- Das Unbehagen Ernst Jüngers an der Nazi-Herrschaft. In: Weimarer Beiträge. Heft 3, 1994, Passagen Verlag, ISSN 0043-2199.
- Zum Bild des Literaturlehrers in der DDR. In: Ortwin Beisbart, Annemarie Mieth (Hrsg.): Deutschlehrer-Bildung im Wandel. (= Beiträge zur Geschichte des Deutschunterrichts. Band 41). Peter-Lang-Verlag, 1999, ISBN 3-631-34678-6.
- Zur Theorie und Praxis des Literaturunterrichts an der Höheren Israelitischen Schule in Leipzig (der Ephraim-Carlebach-Schule). In: André Barz (Hrsg.): Dem Tüchigen ist die Welt nicht stumm! Verlag Dr. Kovac, Hamburg 2002, ISBN 3-8300-0411-7.
- mit Marianne Polz (Hrsg.): Leben und Werk des Leipziger Pädagogen und Germanisten Rudolf Hildebrand. In: Der Dialog geht weiter. Bertuch Verlag, Weimar 2005, ISBN 3-937601-20-1.
- Geschichte und Geschichten von Battaune, Torgauer Verlagsgesellschaft, 2014

## Herausgeber (Auswahl)
- Horst Nalewski: Kennst du Rainer Maria Rilke? Bertuch-Verlag, Weimar 2005, ISBN 3-937601-25-2.
- Arno Pielenz: Kennst du Heinrich von Kleist? Bertuch-Verlag, Weimar 2007, ISBN 978-3-937601-43-4.
- Astrid Koopmann, Bernhard Meier: Kennst du Erich Kästner? Bertuch-Verlag, Weimar 2011, ISBN 978-3-937601-88-5.
- André Barz: Kennst du E. T. A. Hoffmann? Bertuch-Verlag, Weimar 2011, ISBN 978-3-937601-31-1.
- Gudrun Schulz: Kennst du Bertolt Brecht? Bertuch-Verlag, Weimar 2013, ISBN 978-3-86397-020-8.